# Акбузат (журнал)
«Акбузат» (баш. Аҡбуҙат) — российский ежемесячный литературно-художественный журнал для детей дошкольного и младшего школьного возраста на башкирском языке. Включает разделы, посвященные детскому творчеству и досугу, жизни народов Башкортостана и другие.

## История
С мая 1989 года начал выходить как «журнал в журнале» в журнале «Агидель» под названием «Бэпембэ» («Одуванчик»).
Журнал «Акбузат» был основан в 1990 году, а его первый номер увидел свет в 1991 году.
В журнале публикуются произведения башкирского фольклора, короткие рассказы и стихотворения башкирских писателей, загадки, игры и головоломки.
Рубрики журнала: «Я учусь писать», «Я учусь читать», «Easy English», «Мой родной язык — башкирский», «Я поставил «5», «В юрте мудреца», «Золотая колыбель», «Вкусняшка», «Уроки вежливости», «Небылицы», «Доброта» и другие. Некоторые из которых посвящены подготовке детей к школе.
В оформлении журнала «Акбузат» принимают участие лучшие художники-графики Башкортостана.
Основные цели и задачи журнала:
- воспитание у детей дошкольного и младшего школьного возраста любви к башкирскому языку и литературе, культуре, родному краю;
- воспитание интереса к мирознанию через художественное слово и изобразительное искусство;
- воспитание интереса к художественному творчеству.

## Учредители журнала
С 1991 по 1995 годы учредителем издания становится Министерство народного образования Республики Башкортостан. С 2012 года соучредителями журнала стали Агентство по печати и средствам массовой информации при Правительстве Республики Башкортостан, Общественная организация «Союз писателей Республики Башкортостан» и редакция журнала «Акбузат».

## Награды
- Лауреат Всероссийского конкурса «Маленький принц-2012».
- В 2013 году был включен в «Золотой фонд прессы».

## Редакторы
- Тугузбаева Ф. Х. (1991—2010);
- Юлдашева Т. И. (2010—2020);
- Абдуллина Л.Х. (с 2020 года).